# Marin Mars
Marin Mars (1963) is een Nederlands violiste. 
Ze studeerde viool aan het Sweelinck Conservatorium in Amsterdam bij Jan Henrichs en Mark Lubotsky. Ze studeerde af met de hoogste onderscheiding. Mars volgde masterclasses bij István Párkányi en Walter Levin van het LaSalle Quartet. 
Ze won de Elisabeth Back Prijs (tweede prijs) en de BUMA-fondsprijs op het Nationaal Vioolconcours Oskar Back van 1985. Ook in 1985 maakte ze haar debuut in de Grote Zaal van het Amsterdamse Concertgebouw met het vioolconcert van Ludwig van Beethoven, begeleid door het Amsterdams Philharmonisch Orkest. In 1988 ontving zij de Masefield Stipendium na een recital in de Musikhalle in Hamburg. 
Mars treedt bij gelegenheid op als soliste, in Nederland en daarbuiten, in het verleden onder meer met de Hamburger Symphoniker en het Nederlands Balletorkest. In de kamermuziek is Mars actief, onder andere als lid van het Leonardo Pianotrio en het Giotto Ensemble en als vast duo met pianist Bernd Brackman. 